# Санта-Мария-дей-Монти (титулярная церковь)
Титулярная церковь Санта-Мария-дей-Монти (лат. Titulus Sanctae Mariae ad Montes) — титулярная церковь была создана Папой Иоанном XXIII 12 марта 1960 года апостольской конституцией E sacris almae. Титулярная церковь принадлежит барочной церкви Санта-Мария-дей-Монти, расположенной в районе Рима Монти, на виа Мадонна Монти, приход учреждён 1 ноября 1824 года.

## Список кардиналов-священников титулярной церкви Санта-Мария-дей-Монти
- Руфино Сантос — (31 марта 1960 — 3 сентября 1973, до смерти);
- Хайме Лачика Син — (24 мая 1976 — 21 июня 2005, до смерти);
- Хорхе Либерато Уроса Савино — (24 марта 2006 — 23 сентября 2021, до смерти);
- Жан-Марк Авелин — (27 августа 2022 — по настоящее время).